# Hildebrandtia linearifolia
Hildebrandtia linearifolia är en vindeväxtart som beskrevs av B. Verdcourt. Hildebrandtia linearifolia ingår i släktet Hildebrandtia och familjen vindeväxter. Inga underarter finns listade i Catalogue of Life.